# Tishomingo County
Tishomingo County er et county i den amerikanske delstat Mississippi. 
34°44′N 88°14′V / 34.74°N 88.24°V